# Letcombe Bassett
Letcombe Bassett är en ort och civil parish i Storbritannien.   Den ligger i grevskapet Oxfordshire och riksdelen England, i den södra delen av landet, 90 km väster om huvudstaden London. Letcombe Bassett ligger 122 meter över havet och antalet invånare är 170.
Terrängen runt Letcombe Bassett är lite kuperad, och sluttar norrut. Runt Letcombe Bassett är det ganska tätbefolkat, med 207 invånare per kvadratkilometer. Närmaste större samhälle är Abingdon, 17,2 km nordost om Letcombe Bassett. Trakten runt Letcombe Bassett består till största delen av jordbruksmark.